# Ragnar Ache
Ragnar Prince Friedel Ache (sinh ngày 28 tháng 7 năm 1998) là một cầu thủ bóng đá chuyên nghiệp người Đức thi đấu ở vị trí tiền đạo cho câu lạc bộ 1. FC Kaiserslautern tại 2. Bundesliga.

## Danh hiệu
Eintracht Frankfurt
- UEFA Europa League: 2021–22